# Lagaš
Lagaš byl sumerský městský stát v jižní Mezopotámii, jeden z nejstarších států Sumeru a Babylonie. V současnosti archeologická lokalita Tell el-Hiba v Iráku.

## Dějiny
Začátky Lagaše sahají do 4. tisíciletí př. n. l., vrchol dosáhl v druhé polovině 3. tisíciletí před Kr. V polovině 3. tisíciletí bojoval se sousedními městskými státy Ummou a Urukem, což vedlo k jeho zničení. Dostal se do sféry Staroakkadské říše (Sargon I. Akkadský a jeho vnuk Narám-Sín).
Po zániku Staroakkadské říše po smrti Nárámsína, Lagaš obnovil svou moc a stal se jedním z vedoucích sumerských států své doby. Jeho vedoucí úlohu uznávali další státy v oblasti, především Eridu, Ur, Nippur, Adab, Uruk, Bad-tibira. Jeho vládcem se stal Gudea (2246–2226 př. n. l.), který nechal budovat chrámy a přiděloval jim půdu, obnovoval staré zavlažovací kanály a komunikace. Zachovalo se několik jeho soch, na kterých nápisy hlásají jeho oddanost bohům, vystupuje jako pečlivý hospodář.
Význam Lagaše upadl za vlády III. dynastie z Uru (2111–2003 před Kr.).

## Archeologický výzkum
Ruiny Lagaše objevil francouzský konzul Ernest de Sarzec, který je zkoumal až do své smrti v roce 1901. Další francouzské výzkumy vedli Henri de Genouillac (1929–1931) a André Parrot (1931–1933). Pokračoval v nich Gaston Cros. V současnosti se vedou archeologické výzkumy ve dvou částech: na místě chrámu, zasvěceného E-Ninnovi a Ningirsuovi.

## Významné nálezy
- Zachovaly se sochy krále Gudey, jeho votívní a darovací klínové texty.
- Sumerských plastik se dochovalo velice málo. Výjimku tvoří malé plakety z jílu s různými náměty z mytologie i běžného života. Jedna z nejslavnějších z tohoto města zpodobňuje kojící matku, jež je prototypem všech mladších vyobrazení žen, označovaných jako „madony“. Plastika vyniká jemností a realistickými rysy. K vyzývavému oblečení babylonských kněžek patřila odhalená ňadra a někdy průhledný oděv, skrze který si bylo možno prohlédnout celé tělo.